# Juan Navarro Jiménez
Juan Valentín Navarro Jiménez (Barranco, 6 de enero de 1968) es un político peruano. Fue alcalde del distrito de San Juan de Lurigancho desde enero del 2015 hasta diciembre del 2018.

## Biografía
Nació en el Distrito de Barranco, ubicado en la ciudad de Lima, el 6 de enero de 1968. Sus padres son Juan Eugenio Navarro Flores (Ayacucho) y Vilma Jiménez de Navarro (Tarma), a sus pocos años emigro a la Urb. San Hilarión del Distrito de San Juan de Lurigancho.
Realizó sus estudios primarios en los Colegios Alfred Nobel de la Urb. Inca Manco Cápac y el Bosque de Canto grande; sus estudios de secundaria los realizó en el Colegio Mariano Melgar del Distrito de Breña. También estudió mecánica automotriz y contabilidad.
Es deportista profesional que llegó a jugar en ENATRU PERÚ, Sport El Agustino, Millonarios de Huacho y a participar en la decimocuarta Copa Perú y en el fútbol profesional en Atlético Belén de Moyobamba.

## Carrera política

### Alcalde de San Juan de Lurigancho
Es militante del partido Alianza para el Progreso y su carrera política se inició en las elecciones municipales del año 2014, donde postuló a la alcaldía del distrito de San Juan de Lurigancho. Finalmente, Navarro fue elegido como alcalde para el periodo municipal 2015-2018.
Durante su gestión municipal, enfrentó varias denuncias de vecinos tras varios casos de corrupción. Entre las acusaciones se encuentra la de su financiamiento por parte de extorsiones realizadas por la organización criminal ‘Los Malditos de Bayovar’, grupo dirigido por Darwin Malca Hernández, más conocido como el ‘Loco Darwin’.
Intentó ser nuevamente elegido en las elecciones municipales del 2022, sin embargo, no tuvo éxito.